# Shane Larkin
DeShane Larkin (Cincinnati, 2 de outubro de 1992) é um basquetebolista profissional estadunidense naturalizado turco que atualmente joga no Anadolu Efes na Süper Ligi e EuroLiga. O atleta possui 1,80m, pesa 79kg e atua na posição armador. 
Shane Larkin jogou na NCAA pelo Miami Hurricanes entrando para o Draft da NBA em 2013 sendo escolhido pelo Atlanta Hawks na 18ª posição.
Filho do ex jogador de beisebol Barry Larkin, Hall da fama pelo Cincinmatti Reds, técnico da seleção brasileira de beisebol.
Shane Larkin conquistou a cidadania turca e passou a representar a Seleção Turca em competições internacionais.

## Estatísticas
| Ano      | Liga     | Equipe           | PJ  | PT   | AP    | 3P    | LL    | RT   | BR  | AS   | TO |
| -------- | -------- | ---------------- | --- | ---- | ----- | ----- | ----- | ---- | --- | ---- | -- |
| 2011-12  | NCAA     | Miami Florida    | 32  | 238  | 7.4   | 39.4  | 32.3  | 80   | 50  | 81   | 2  |
| 2012-13  | NCAA     | Miami Florida    | 36  | 522  | 14.5  | 53.8  | 40.6  | 138  | 71  | 164  | 4  |
| 2013-14  | NBA      | Dallas Mavericks | 48  | 132  | 2.8   | 39.6  | 30.8  | 43   | 26  | 73   | 1  |
| 2013-14  | G League | Texas Legends    | 4   | 61   | 15.3  | 42.4  | 57.1  | 21   | 8   | 3    | 0  |
| 2014-15  | NBA      | New York Knicks  | 75  | 457  | 6.1   | 47.7  | 30.1  | 173  | 91  | 220  | 9  |
| 2015-16  | NBA      | Boston Celtics   | 78  | 566  | 7.3   | 46.3  | 35.8  | 180  | 95  | 343  | 12 |
| 2016-17  | Euroliga | Saski Baskonia   | 33  | 431  | 13.1  | 45    | 34.3  | 89   | 42  | 187  | 8  |
| 2016-17  | ACB      | Saski Baskonia   | 37  | 520  | 14.1  | 52.5  | 31.3  | 115  | 51  | 181  | 8  |
| 2017-18  | NBA      | Boston Celtics   | 54  | 231  | 4.3   | 39.8  | 36.0  | 92   | 29  | 98   | 3  |
| 2018-19  | Euroliga | Anadolu Efes     | 35  | 439  | 12.5  | 55.4  | 44.9  | 77   | 30  | 110  | 3  |
| 2018-19  | BSL      | Anadolu Efes     | 23  | 349  | 15.2  | 54.8  | 35.8  | 65   | 33  | 100  | 1  |
| 2019-20  | Euroliga | Anadolu Efes     | 25  | 555  | 22.2  | 55.6  | 50.9  | 78   | 33  | 102  | 1  |
| 2019-20  | BSL      | Anadolu Efes     | 10  | 129  | 12.9  | 63.2  | 30.6  | 27   | 14  | 40   | 1  |
| Carreira | Carreira | totais           | 490 | 4630 | 11.36 | 48.88 | 37.73 | 1178 | 573 | 1702 | 53 |